# 景賢里
22°16′00.21″N 114°10′51.11″E / 22.2667250°N 114.1808639°E
景賢里，原名禧廬，是一座位於香港並於1937年建成、至今已有88年歷史的嶺南大宅，是散建於香港島山邊的歷史豪宅之一。景賢里位於香港香港島東半山司徒拔道45號，糅合中西方建築特色、是華南地區保存最好的1930年代嶺南大宅。由於它不是街道名稱，所以不會在地圖集的街道名稱中出現。由早年香港富商，望族李陞家族成員李寶椿在戰前出資興建，其後李寶椿送給妹妹，即李陞的女兒李寶麟及李寶麟丈夫岑日初，岑日初先生（1870-1963年），原名卿乾，廣東新會會城镇人。父公餘，家非富有，卻盡所能為人做好事，是廣東新會著名的殷商。

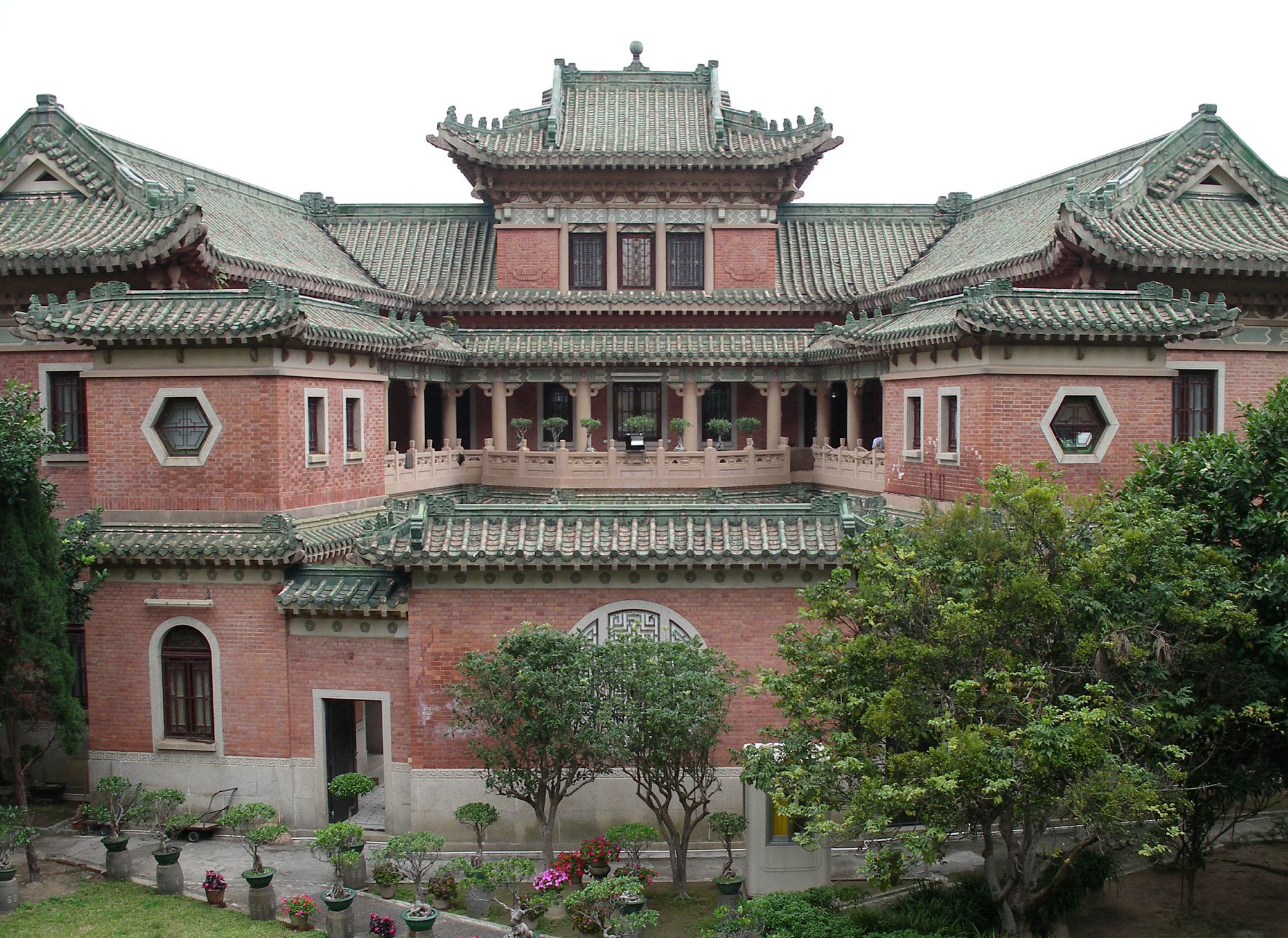
景賢里

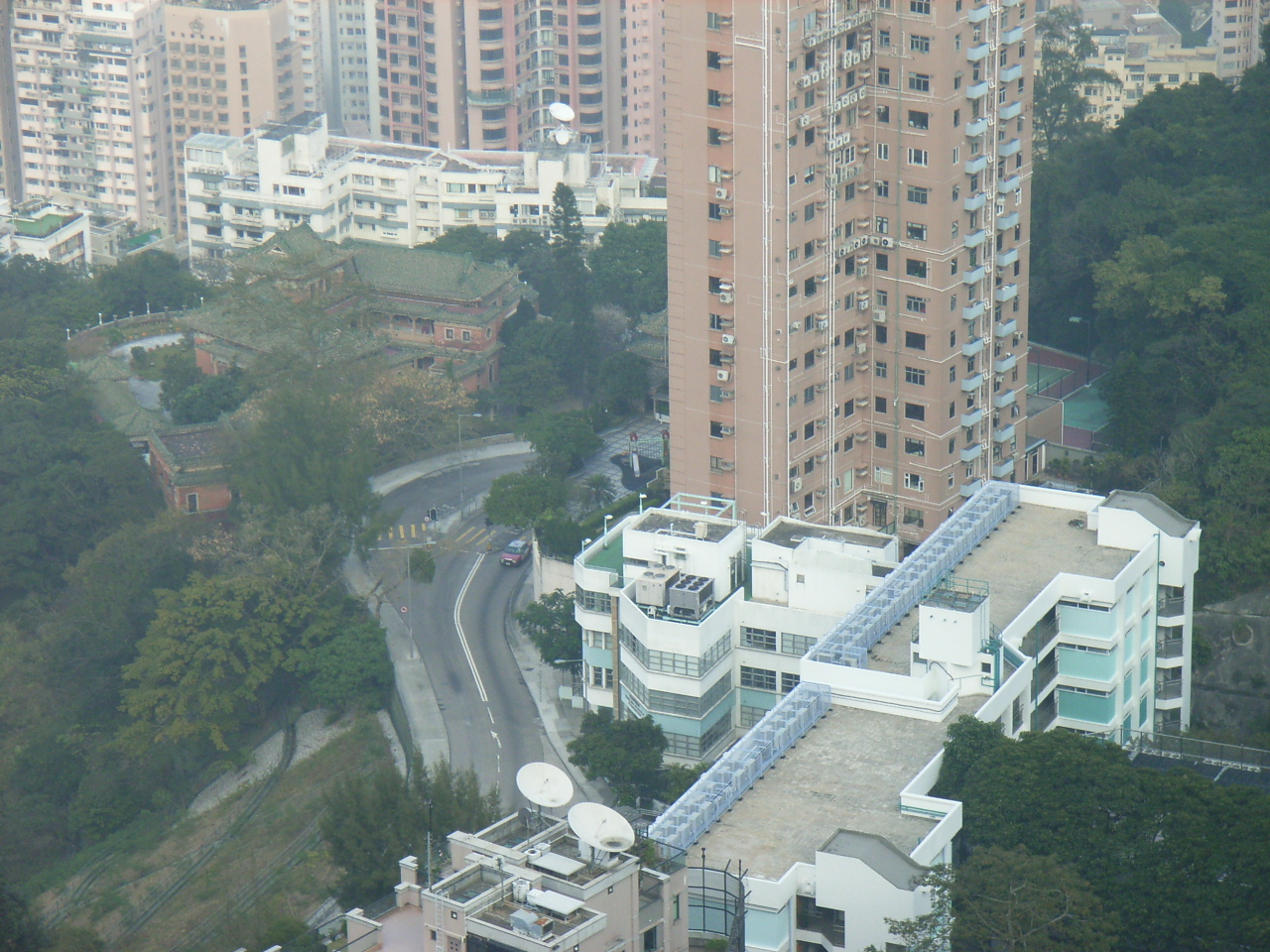
由布力徑遠眺司徒拔道45號的中國特色大屋景賢里（圖左中間所見的古老大宅）

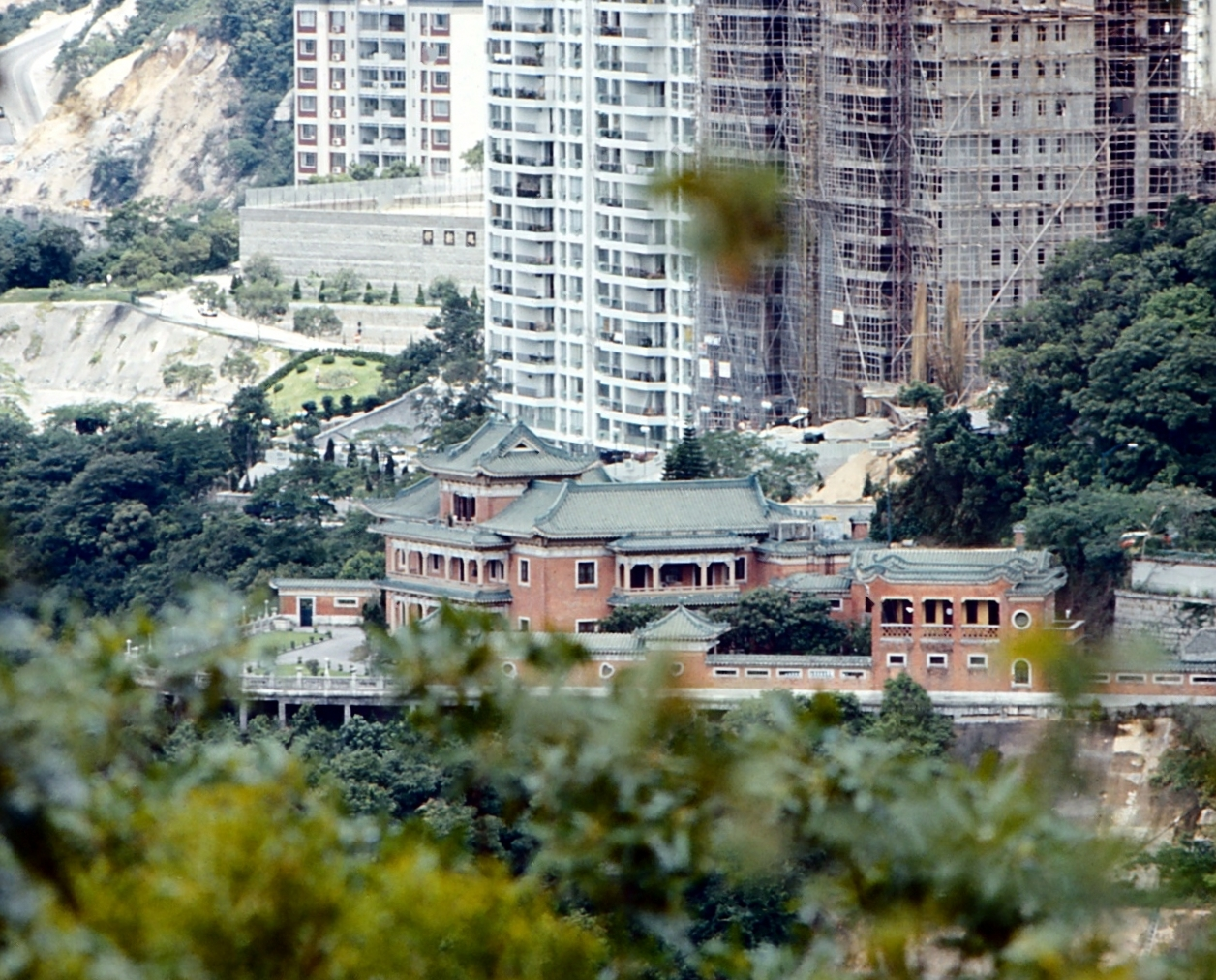
1971年的景賢里

景賢里是以中國文藝復興風格建造、糅合優秀的中西式建築特色的罕有例子。這種中西結合的風格，令該建築物在香港成為一幢罕見、出色的建築藝術品。 景賢里原名「禧廬」，約建於1937年，首任業主為岑李寶麟女士。大宅由厘份則師樓設計。大宅具有標誌著香港歷史發展的重要性。它是散建於港島山邊的歷史豪宅之一，不僅反映當時華人社群在本港地位日高，財富日增，也展示高尚住宅區開始在半山區成形的本港早期歷史。 
1978年，大宅售予邱氏家族－邱子文先生及其子邱木城先生，邱氏家族把大宅易名為「景賢里」。 2004年6月，業主邱木城有意清拆及於該處進行重新興建。2007年9月，業主開始清拆瓦頂。在香港社會輿論壓力下，香港政府將其列為暫定香港法定古蹟；2008年1月25日，香港政府宣佈將其列為法定古蹟，於同年7月11日刊憲。2011年4月，發展局文物保育專員辦事處及古物古蹟辦事處定於同年4月2日至5月8日的周末、復活節及勞動節假期於景賢里舉行為期15日的公眾開放日。至今，景賢里處於招標階段，以準備未來進行活化及作為其他用途。
景賢里是香港受破壞程度最大而需要復修的歷史建築，由於建於1930年代，很多當年的工藝已經失傳或淘汰，保育花了很多時間去尋找工場製造組件。在製造組件前要確定原貌，但大宅大部份地方已經被工人拆掉，門窗、地磚、瓦頂等散落在四周，保育人員根據場地留下的散件及舊業主提供的舊相片，花了差不多一年去推敲原貌。

## 建築特色
大宅糅合中西方建築特色。主樓採用了嶺南傳統的三合院式的布局，正屋加上兩側翼，開口朝南。主樓正屋及兩翼的屋頂採用了歇山頂，為中國古代規模較大建築的屋頂特色。主樓後面的涼亭，屋頂採用中國古代的重簷六角攢尖頂。

## 保育工作

### 原裝組件
第1個原裝組件，就是進入大宅後的主樓樓梯護欄，地點在一樓往二樓的第三級樓梯，近扶手的螺旋狀圓塊，復修前樓梯中間部份已全部被破壞，初期，保育人員沒有找到任何連接 物，後來，有些工人在附近找到一粒螺旋狀圓扣件，並按它複製其它扣件。復修樓梯時，工人將該原件重裝於發現該原件的位置。第2個原裝組件，地點是距樓梯約十米的露台護欄，這裏共有22個柱頭，保育人員來到時看到只剩護欄，正煩惱如何復原時，發現僅一個柱頭沒有被破壞。因它靠近牆旁又被水管阻隔而保存完好，現在所見的水磨石柱頭，是按這惟一的柱頭樣式及尺寸去複製。
第3個原裝組件在副樓的樓梯底，這個位置很重要，因為保育人員到達時，所有水泥階磚已被破壞，幸好這裏放有一個木櫃。當木櫃移開後，我們如獲至寶，因為櫃下仍有很多原裝水泥階磚。不過，水泥階磚已被淘汰，專家走到福建偏僻農村，找到一家碩果僅存的水泥階磚家庭工作坊複製。景賢里是按「遠看一致，近看有別」方式復修，即不刻意製造殘舊感，但現場所見，大部份地磚已具歷史感，從前這裏是私人住宅，沒有很多人使用，現在每次開放日有逾萬人參觀，一日的人流可能已經是多年來的總和。為了讓後人清楚知道哪些是復修組件，新組件上會印上年份印記。

## 歷史
景賢里由香港富商，望族李陞家族成員李寶椿在戰前出資興建。於1937年，禧廬興建落成，落成後李寶椿送景賢里給妹妹，即李陞的女兒李寶麟及李寶麟丈夫岑日初。香港早期，香港島半山區至山頂一帶主要是富有的英資洋商或達官貴人的住所，而李陞家族成員，以及擁有顏成坤大宅的顏成坤是早期少數，有財力於半山興建大宅的華人。
1977年，「話梅大王」邱子文以2,400萬港元購買禧廬，並且將其更改成為景賢里。不少電影、電視都曾經借用景賢里大宅拍攝，例如1955年，荷李活明星奇勒·基寶主演的《江湖客》（《Soldier of Fortune》）、1965年12月29日播映的美國電視劇《I Spy》第14集《Affair in T'Sien Cha》，及1980年，由汪明荃為其主演的無綫電視劇集《京華春夢》所拍宣傳片（汪明荃主唱同名主題曲《京華春夢》的音樂錄影帶）等。坊間有指《京華春夢》於景賢里取景。但根據當年負責為該劇拍攝宣傳影片的無綫電視監製潘嘉德在2019年11月26日香港電台第一台廣播節目《守下留情》播出的訪問中指出，製作組人員只在製作《京華春夢》宣傳片時在該處取景而已。劇中沒有一個場景來自景賢里。此外，景賢里圖片亦被記載於1988年的《香港年報》中。

### 保育
2004年2月，邱子文病逝。同年6月，業主有意將景賢里拍賣，長春社和時任司徒拔道區議員黃宏泰，現為灣仔區議會主席，發起了「一人一元」運動，希望集體投資購買景賢里用作保育用途，結果業主取消拍賣。
2007年春季，邱子文之子邱木城在與香港政府接觸不果後，在同年夏季將景賢里賣予一位中國大陸富商。同年9月11日，長春社發現有挖泥車在景賢里進行工程，建築物部分瓦頂被破壞及移去，隨即引起了輿論的嘩然。9月13日，政府人員仍然未能夠進入現場，但是根據他們在建築物的觀察，政府人員評定當前未見到景賢里出現了結構性損毀。於該一兩天，政府官員（包括林鄭月娥）向業主進行商討時，中國投資發展商及其工人仍然繼續將富有東方特色之綠色三層大屋瓦頂與及其相關角位中式藝術品、涼亭之瓦頂及水磨工藝等重要建築和裝飾拆毀，結果導致了部份文物達到無可挽回之地荏，及其後8成可以修復。9月14日，古物古蹟辦事處人員終於能夠進入大屋。經過專業評估後，認為景賢里有重要香港歷史價值，足以宣布成為古蹟。發展局表示將會展開法定程序，以宣布景賢里為暫定古蹟，於9月15日罕有地以號外形式緊急刊憲，並且生效。同年10月9日，香港政府成功聯絡景賢里業主，準備商議修復景賢里的方案。
2008年1月25日傍晚時份近18時，於尖沙咀香港文物探知館一個微型香港經典建築模型展覽場地舉行的政府新聞發佈會上，發展局局長林鄭月娥宣佈景賢里將會成為香港法定古蹟，並且以就近之一幅約4,700平方米面積無樹木人工斜坡向業主進行「以地換地」方式補償，業主計劃於獲得補償的土地上興建5間獨立屋宇，亦同意為景賢里進行修復，後再交予香港政府管理，讓香港政府日後開放景賢里予公眾參觀。接受古物古蹟辦事處委任就景賢里文物價值進行評估之廣州大學建築與城市規劃學院湯國華教授向香港媒體表示按照現時的資料掌握與現有施工技術判斷，有信心可以對其大部份結構進行復修：「現存嘅藝術物件冇被運走，現在可以將佢慢慢去考究返，基本上可以做（得）返出嚟……」（書面語：「現存的藝術物件沒被運走，現在可以將它慢慢地考究回來，基本上可以做〈復原〉出來……」）同年7月11日，景賢里正式被評定為香港法定古蹟。林鄭月娥表示對景賢里一決定為首次嘗試之做法，既不影響該區發展密度與交通情況，亦成為香港文物保育文物建築活化再用和尊重私有產權之成功例子。

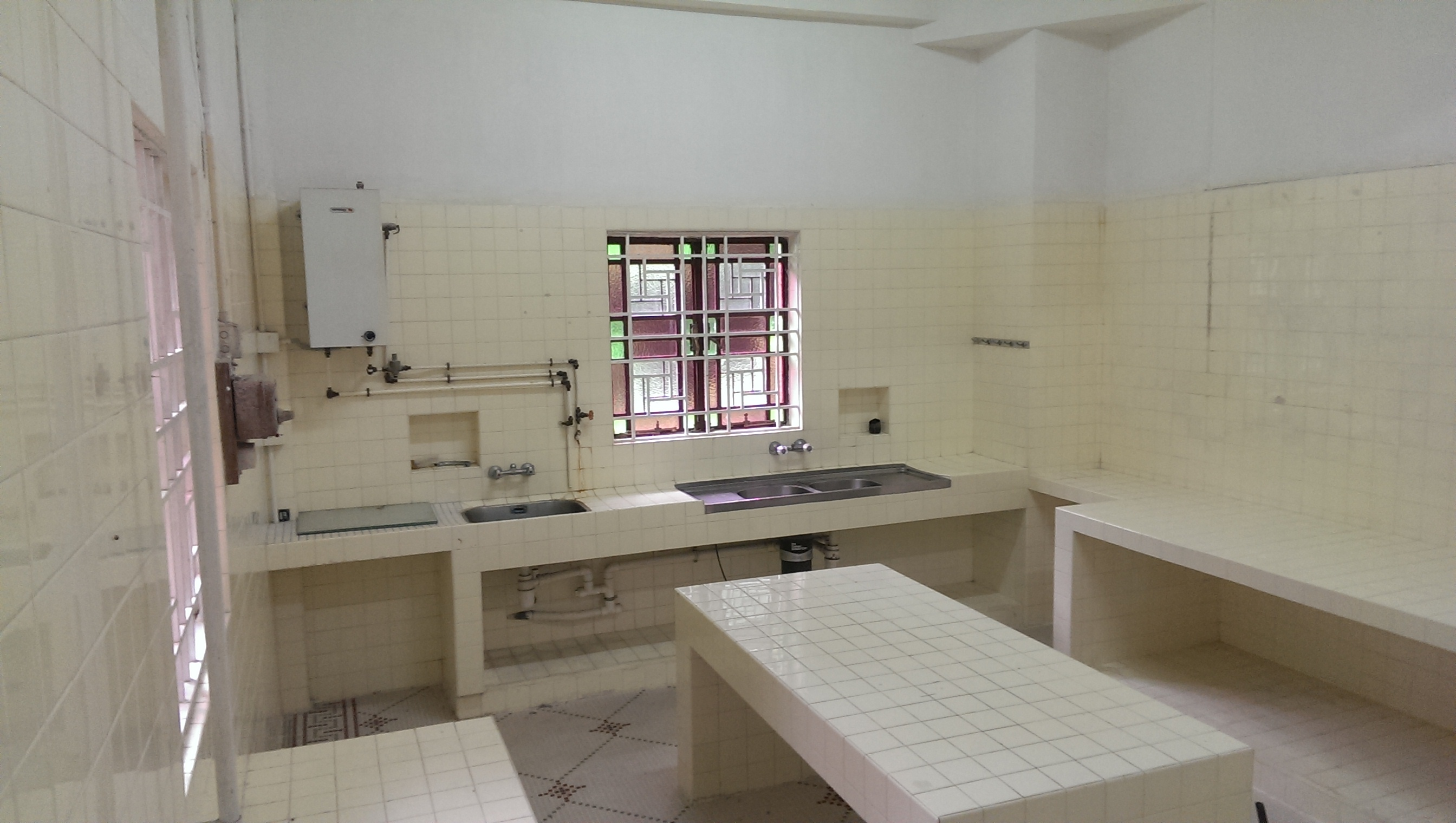
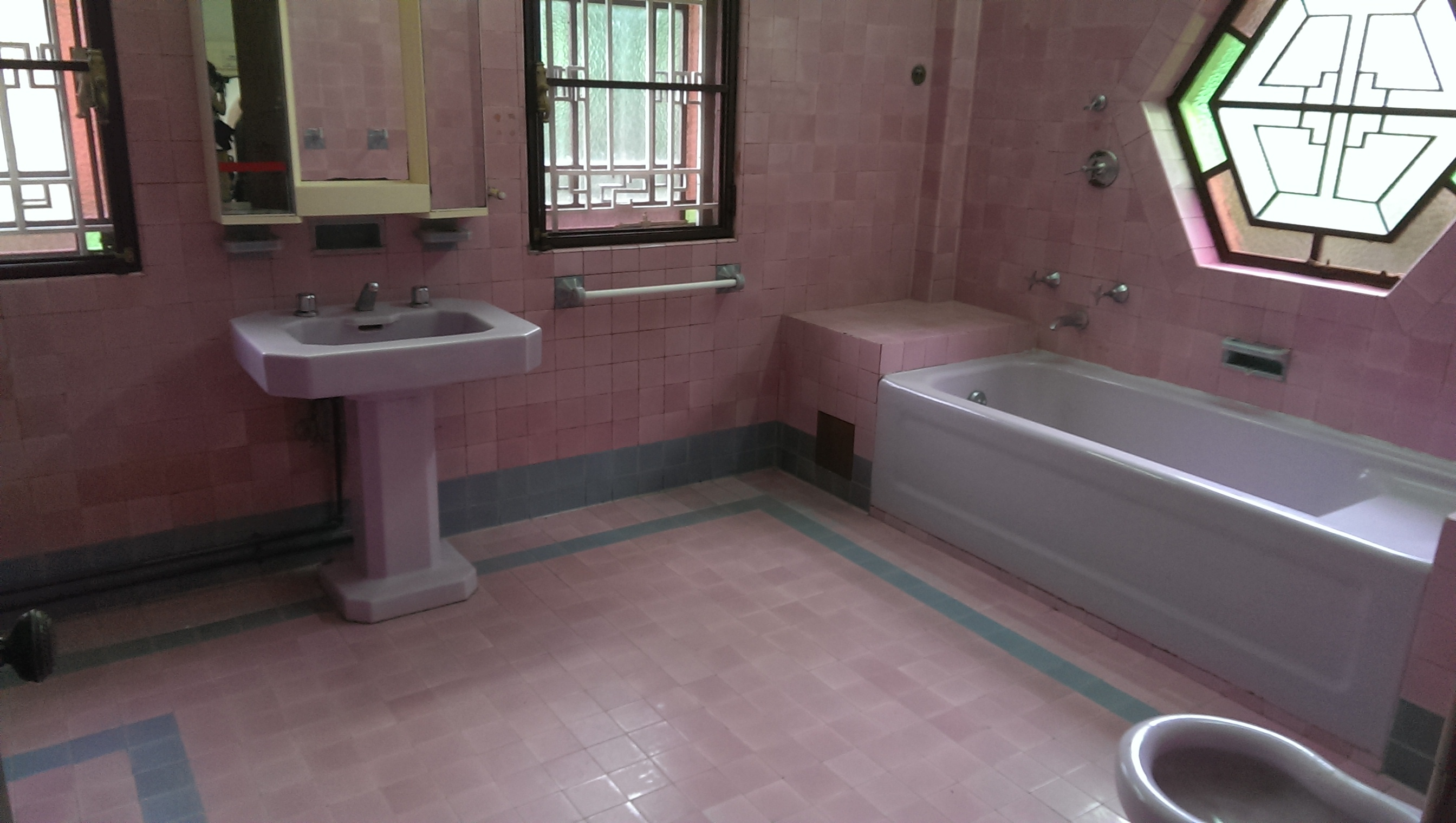
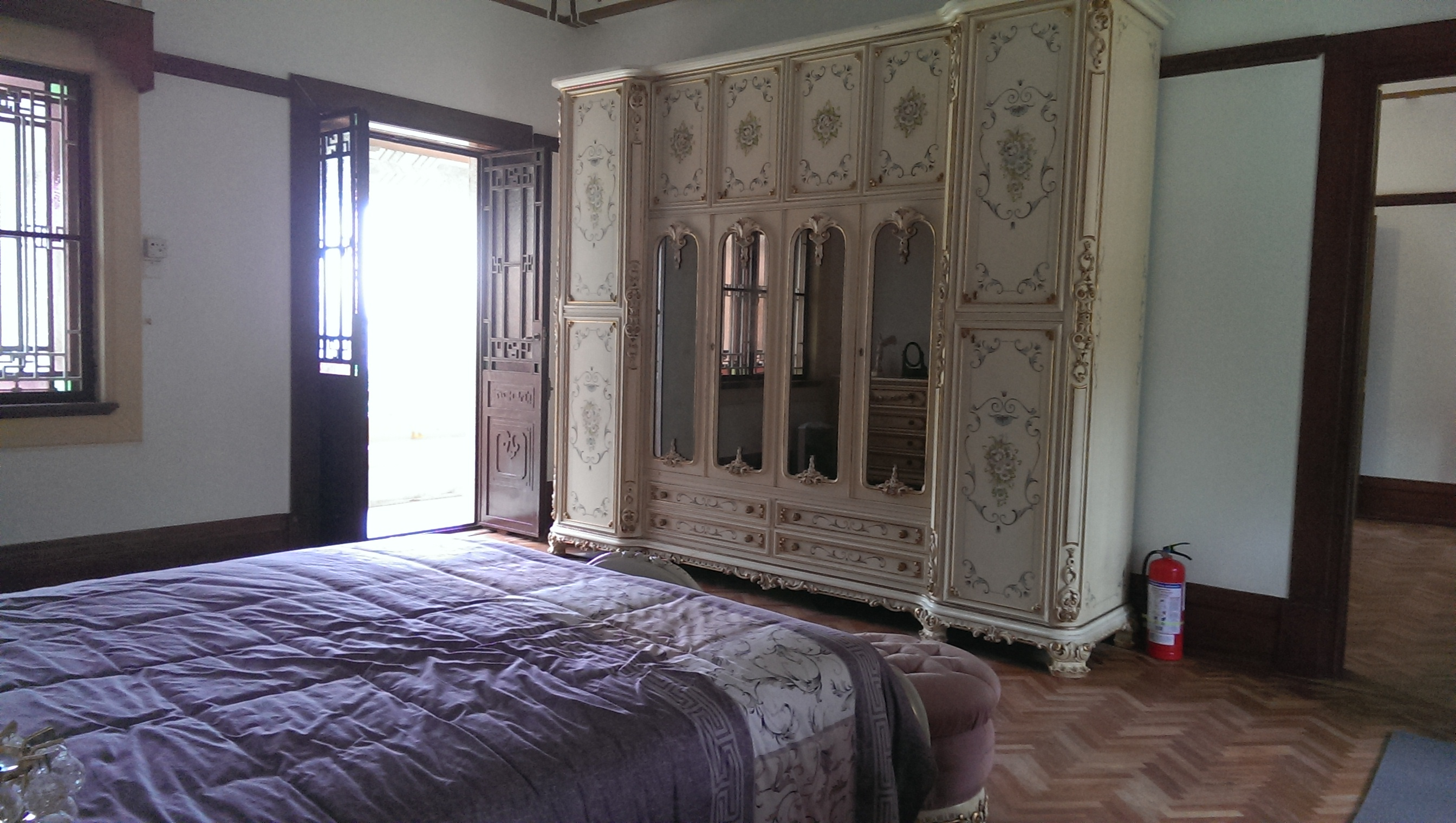
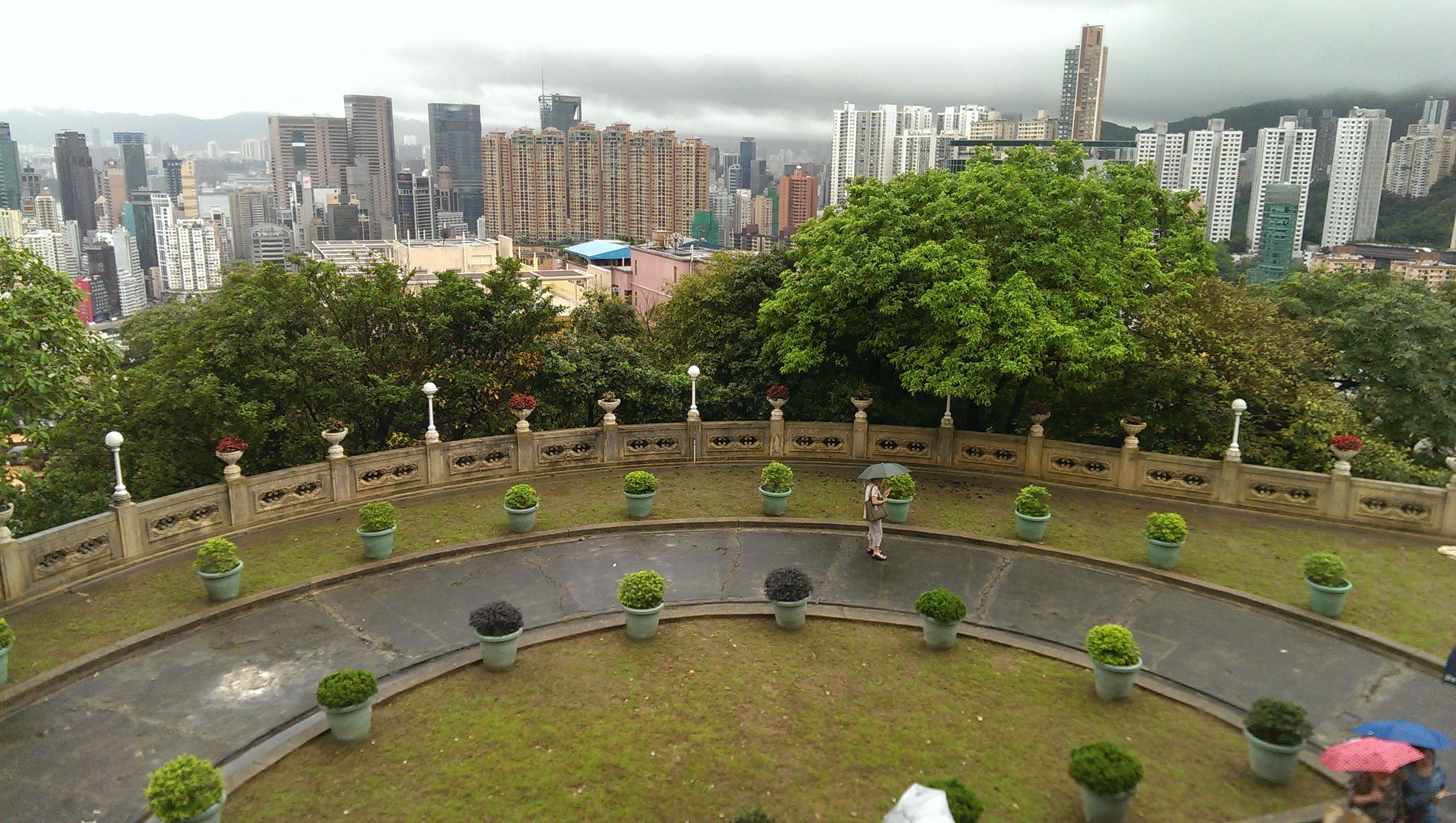
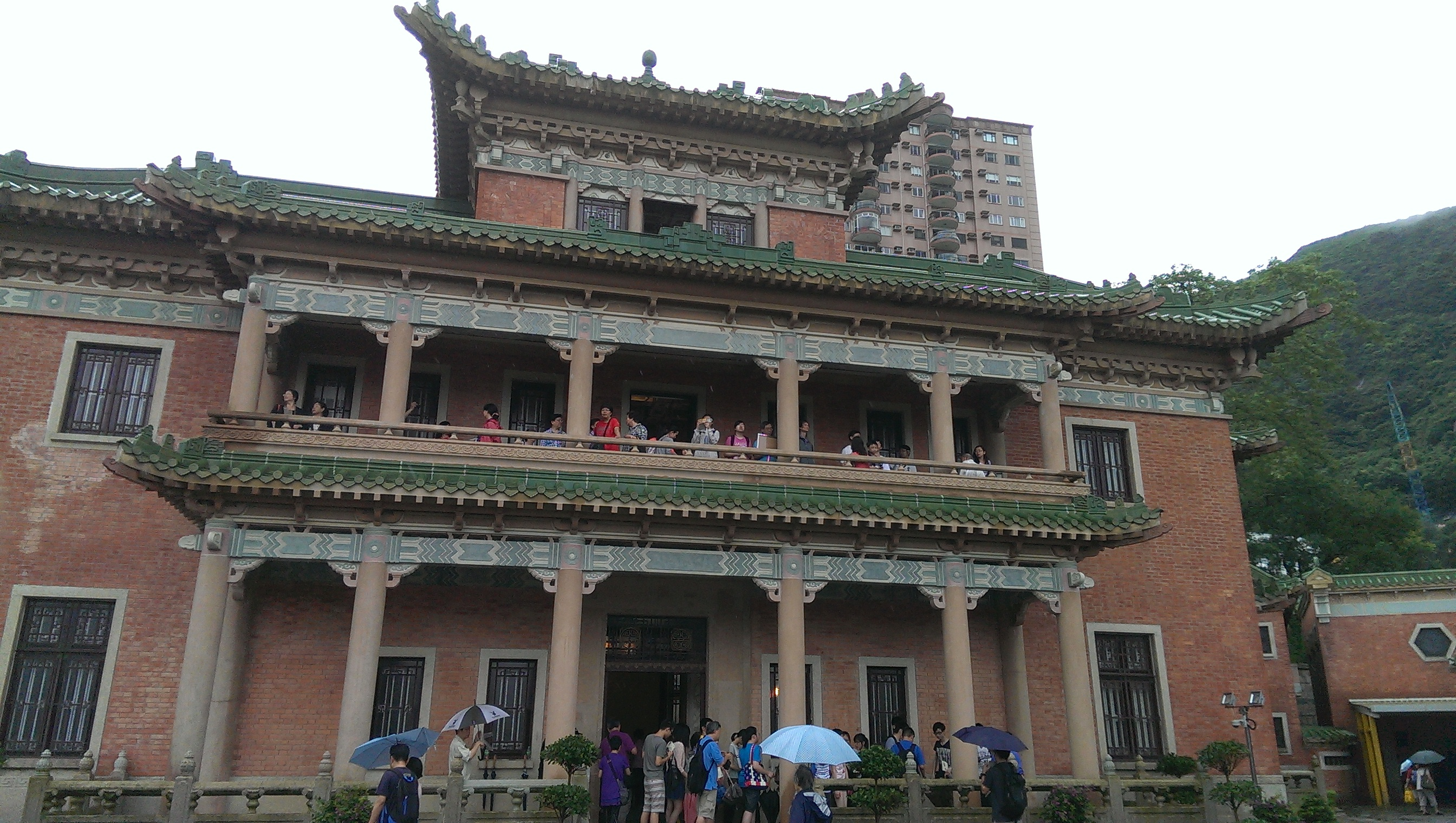
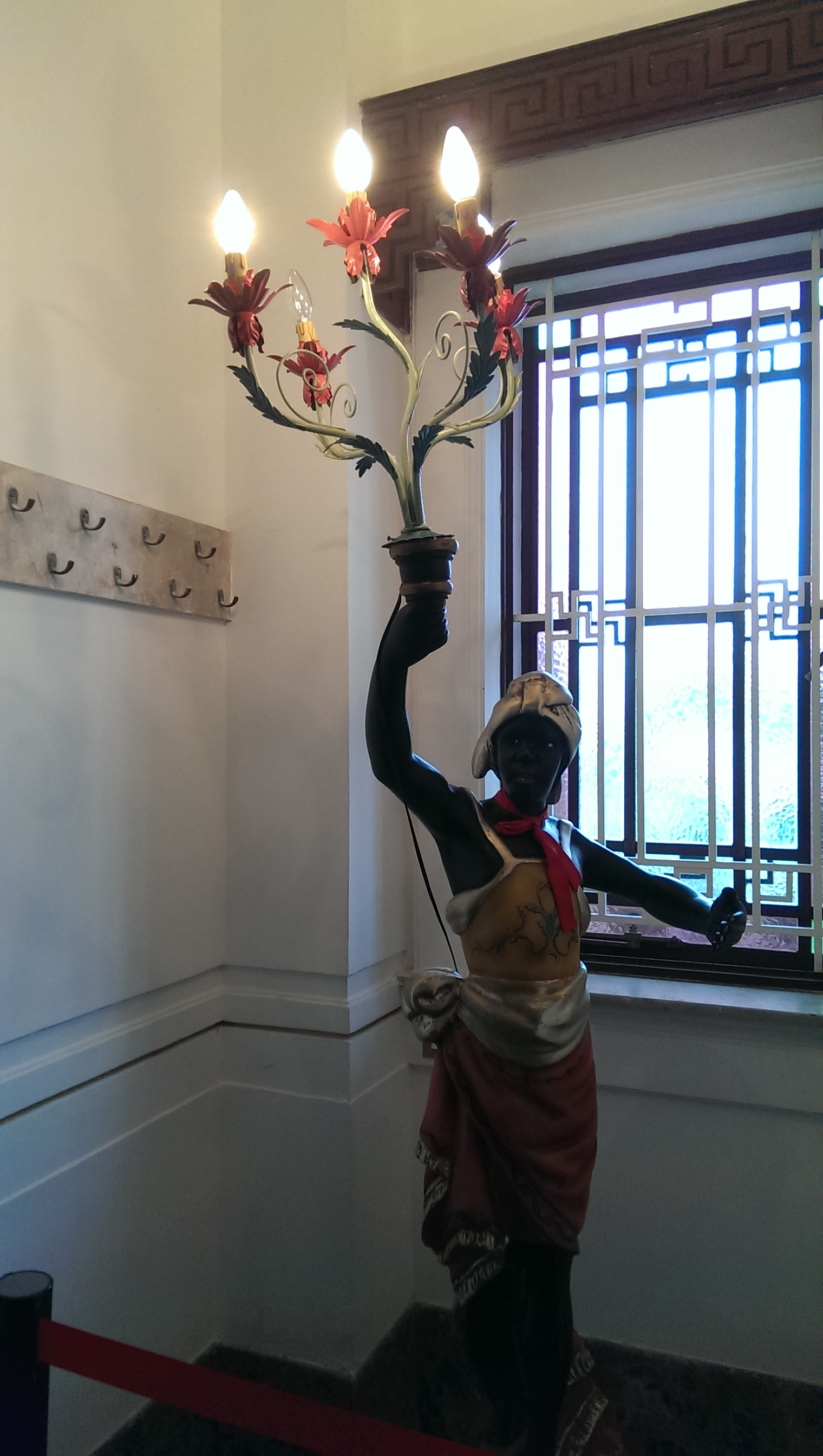
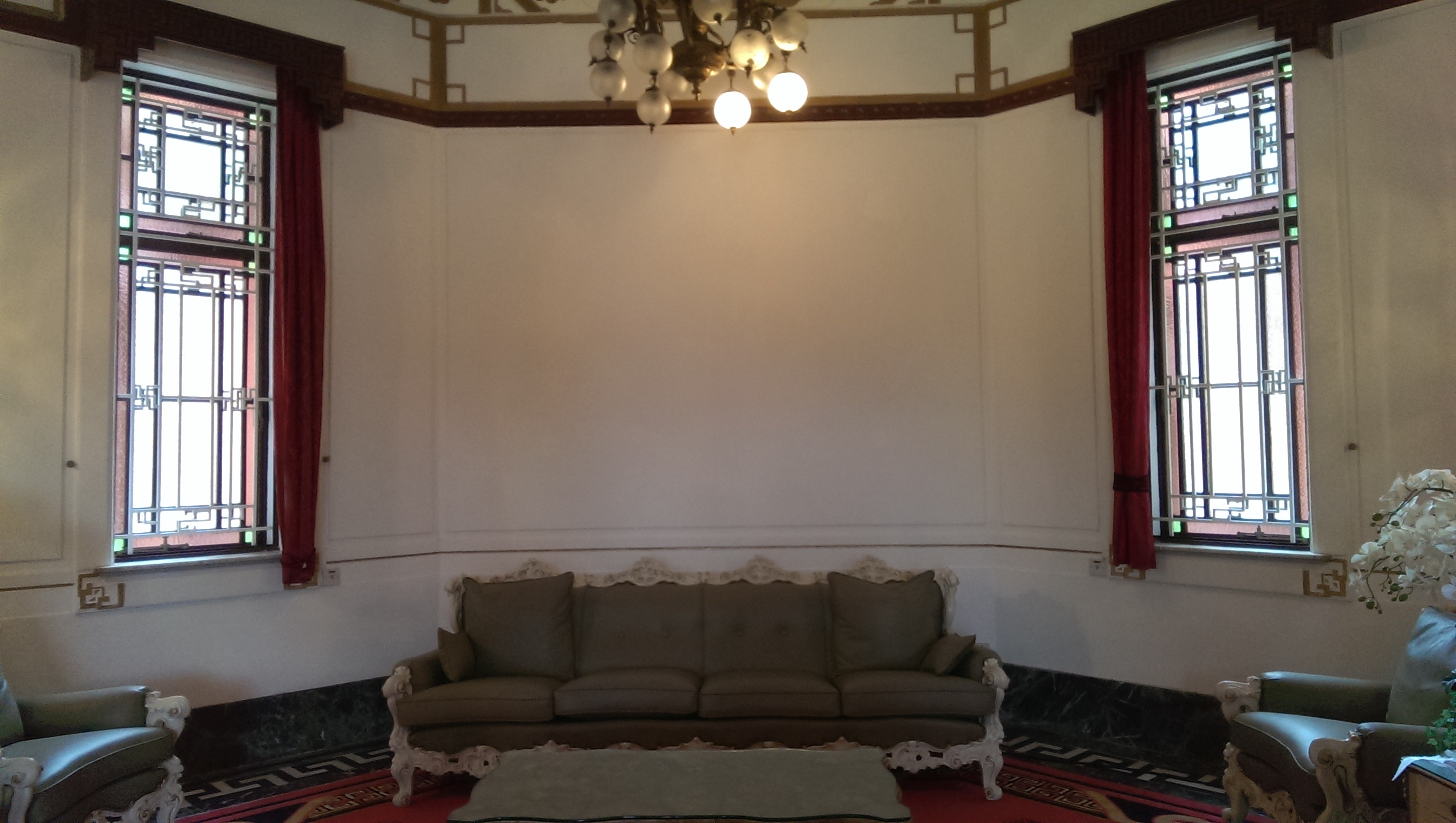
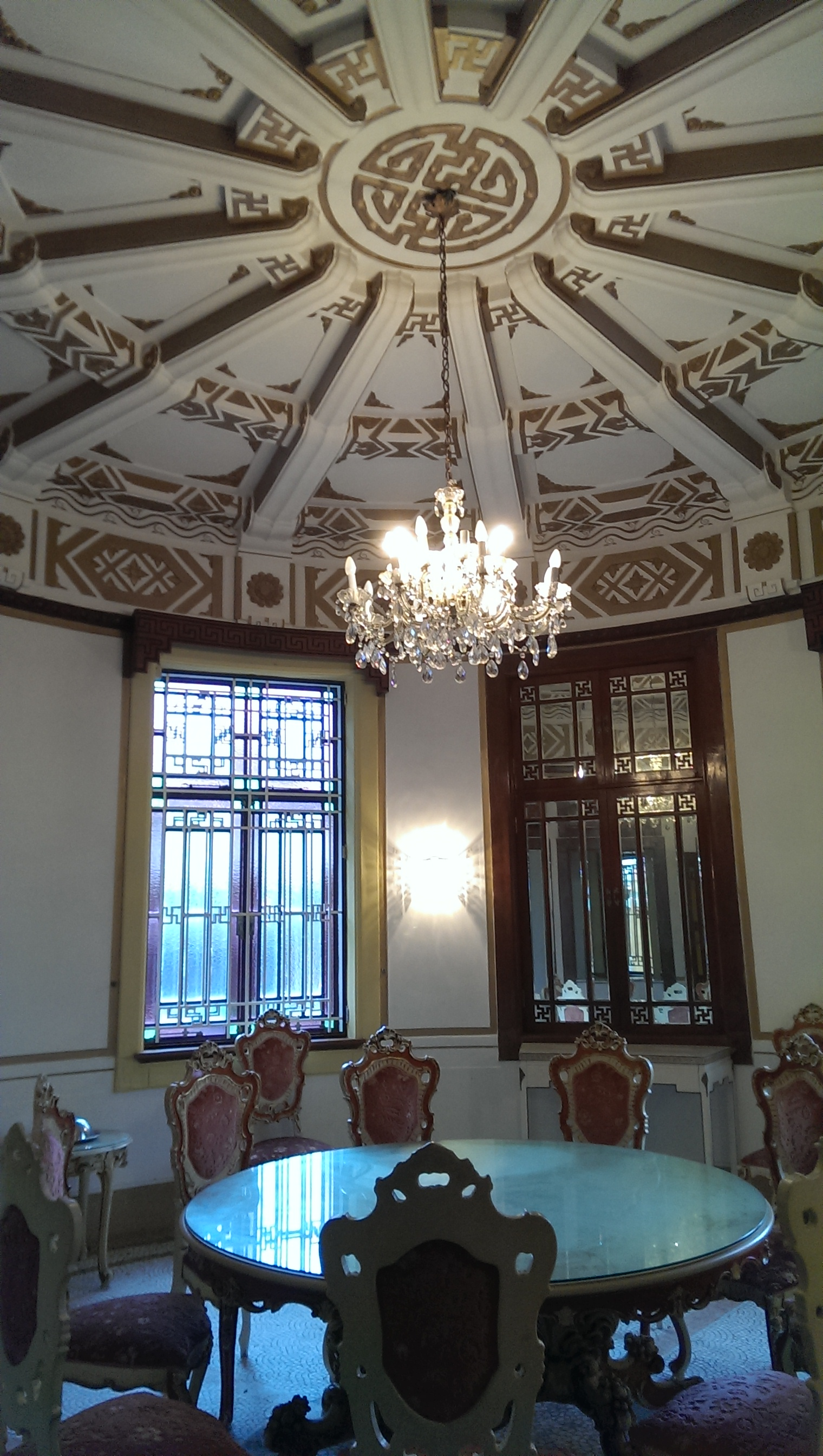
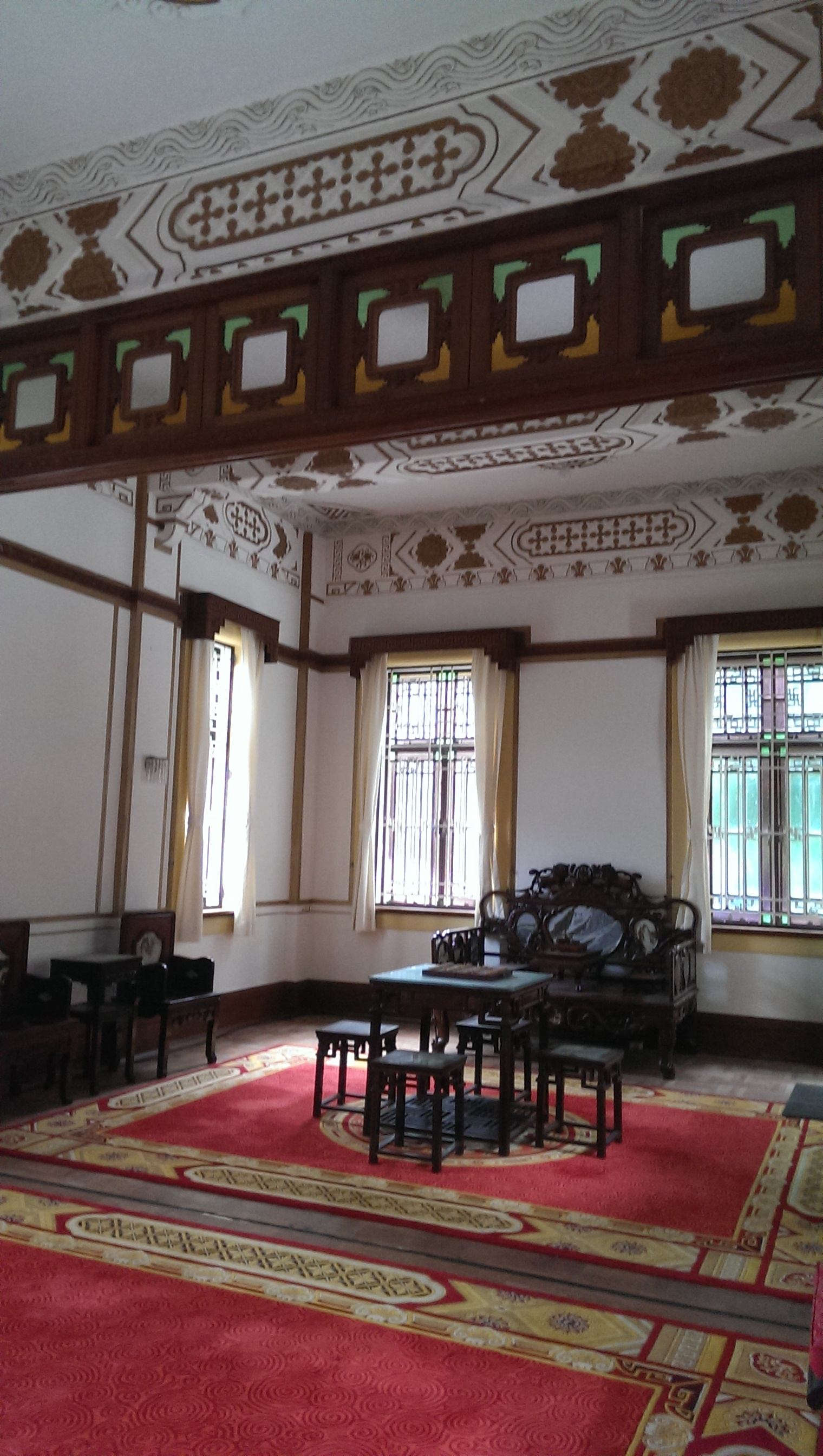

### 活化
2012年8月，景賢里的活化計畫進入最後評審階段。為了提高公眾參與，香港政府最快會於同年9月舉行巡迴路演，並且展示入圍公司的方案，最終設計預計會於同年年底揭盅。是次招標吸引逾10份標書，包括私房菜館及文化教育中心等的不同建議；另外亦有數份屬於今次招標主流意向的證婚用途，其建議很可能成功贏出，有專門營運婚宴的入圍公司更已經夥拍參與英國西敏寺復修事務的建築師行參與招標，期望增加勝算。同年8月，5份標書被挑戰出來，活化歷史建築諮詢委員會正在進行最後篩選。然而，最終因為進入最後兩強的標書均不符合最終要求而流標。
2013年3月19日，發展局文物保育專員辦事處宣佈於同年4月20日至21日舉辦景賢里開放日。同年5月24日，發展局文物保育專員辦事處宣佈於同年6月15日至16日、7月20日至21日及8月17日至18日舉辦景賢里開放日。
2013年12月16日，發展局公布第四期《活化歷史建築夥伴計劃》，將景賢里納入法定古蹟，於同日起接受申請。翌年10月，第四期活化歷史建築伙伴計劃進入最後評審階段，景賢里共接獲11份標書，活化歷史建築諮詢委員會已經最後篩選出最後三強，包括於2012年進入最後兩強的標書建議者。
2015年6月，景賢里再度舉辦開放日7月25-26日及8月22-23日予市民參觀，是次為期四天的開放日共派發14.400張入場劵。
它的社會價值也在於其在本港電影文化和娛樂工業中所扮演的角色。這幢大宅曾在國際知名的電影中出現，包括《江湖客》（1955年）和本地製作的電視劇《京華春夢》（1980年）也曾在此取景。這些例子都反映出該址的景致極為優美。大宅於2007年8月售予上任業主。當局在2007年9月初發現該址進行一些工程，以移除屋頂瓦片、石製器具及窗框。景賢里的全面修復工程於2008年9月展開，並於2010年12月竣工。
2022年6月，第六期《活化歷史建築夥伴計劃》公佈申請結果，景賢里會由天大研究院、聯同國際普洱茶協會有限公司及中醫藥（全球）促進會有限公司活化為「景賢里‧養生殿」，負責機構指預計2027年營運，屆時將分別推出免費導賞團，亦設私房菜、下午茶套餐等收費項目補貼支出。

## 外部連結
- 半山區司徒拔道45號景賢里 - 法定古蹟 - 古物古蹟辦事處 （页面存档备份，存于）
- 景賢里復修工程誌 - 保育‧活化 （页面存档备份，存于）
- 虛擬漫遊古蹟通用平台（景賢里） - 古物古蹟辦事處 （页面存档备份，存于）
- 紀錄片《復見景賢里》 - 保育‧活化 （页面存档备份，存于）